# Novozelandska ženska nogometna reprezentacija
Novozelandska ženska nogometna reprezentacija predstavlja Novi Zeland u međunarodnom ženskom nogometu. 
U međunarodnim natjecanjima nastupa od 1975. godine, kada je ostvarila najveći uspjeh u povijesti osvajanjem Azijskog prvenstva.
Članica FIFA-e je od 1948., a OFC-a od 1966. godine.

## Postignuća
Svjetsko prvenstvo
 Kina 1991.: skupina (11. mjesto) 

 Kina 2007.: skupina (14. mjesto) 

 Njemačka 2011.: skupina (12. mjesto) 

 Kanada 2015.: skupina (19. mjesto)
Olimpijske igre
 Peking 2008.: skupina (10. mjesto) 

 London 2012.: četvrtzavršnica (8. mjesto) 

 Rio de Janeiro 2016.: skupina (9. mjesto)
Oceanijsko prvenstvo
 Nova Kaledonija 1983.:  prvakinje 

 Novi Zeland 1986.:  trećeplasirane 

 Australija 1989.:  drugoplasirane 

 Australija 1991.:  prvakinje 

 Papua Nova Gvineja 1995.:  drugoplasirane 

 Novi Zeland 1998.:  drugoplasirane 

 Australija 2003.:  drugoplasirane 

 Papua Nova Gvineja 2007.:  prvakinje 

 Novi Zeland 2010.:  prvakinje 

 Papua Nova Gvineja 2014.:   prvakinje

## Vanjske poveznice
- Službene stranice